# Star Trek: La nova generació temporada 6
La sisena temporada de la sèrie de ciència-ficció de televisió estatunidenca Star Trek: La nova generació va començar a emetre's en redifusió als Estats Units el 21 de setembre de 1992 i va concloure el 21 de juny de 1993, després de l'emissió de 26 episodis. Ambientada al segle XXIV, la sèrie segueix les aventures de la tripulació de la nau estel·lar de la Flota Estel·lar Enterprise-D.
La temporada comença amb l'èxit del rescat de Data del segle XIX, i ens assabentem de quant temps fa que Guinan coneix realment a Picard. ("La sageta del temps")
Picard és assignat temporalment fora de l' Enterprise per a una perillosa missió d'espionatge contra els cardassians, però és capturat i sotmès a tortura, gairebé sucumbeix abans de ser alliberat ("Cadena de comandament"). Deanna Troi es va dedicar a una missió d'espionatge igualment arriscada contra els romulanss ("La cara de l'enemic").
Picard també va experimentar un desenvolupament personal important durant aquesta temporada. Va formar una relació romàntica intensa i problemàtica amb la cap de cartografia estel·lar de l' Enterprise, Nella Daren ("Lliçons"). Després que el seu cor artificial resti gairebé destruït, Q ajuda a Picard a experimentar una visió de la vida poc notable que podria haver portat, donant-li una millor comprensió de la seva mortalitat i les seves raons per viure ("Mosaic").
Riker també experimenta un conflicte profundament personal, fent una batalla personal apassionant amb el seu propi seny ("Estat d'ànim"), i més tard descobreix una còpia accidental d'ell mateix que havia estat abandonada en un planeta desolat durant gairebé una dècada ("Una altra oportunitat").
Aquesta temporada apareixen diversos personatges recurrents coneguts, el més famós d'ells és Montgomery Scott. L'enginyer de l' Enterprise a la La sèrie original és descobert amb vida, i després d'un període incòmode que s'adapta al segle XXIV, es proposa explorar la galàxia pel seu compte ("Relíquies"). L'holograma sensible Professor Moriarty torna, mantenint la nau captiva en un joc complex que espera que li doni llibertat per viure fora de l'holocoberta ("Una nau en una ampolla"). Reginald Barclay continua desenvolupant-se, superant la seva por als transportadors ("El regne de la por"). Q, a més de la seva aparició en la visió contrafactual de Picard, torna a principis de temporada ("Q de veritat").
Ens queda el redescobriment de Lore, al capdavant d'un grup de Borg canalles, que amb la influència d'un estimulant emocional per als androides, van seduir Data amb èxit per convertir-se en participant voluntari dels seus plans violents en la deixada en suspens que acaba la temporada ("Atac").

## Repartiment
- Patrick Stewart com a capità Jean-Luc Picard
- Jonathan Frakes com a comandant William T. Riker
- Brent Spiner com el tinent comandant. Data
- Gates McFadden com el Dr. (Cmdr.) Beverly Crusher
- LeVar Burton com el tinent comandant. Geordi La Forge
- Marina Sirtis com a consellera (Lt. Cmdr.) Deanna Troi
- Michael Dorn com el tinent Worf

## Personatges recurrents i convidats
- Majel Barrett - Veu d'ordinador (12 episodis)
- Patti Yasutake – Alferes Alyssa Ogawa (3 episodis)
- Colm Meaney - Cap del transportador (CPO.) Miles O'Brien (2 episodis)
- Whoopi Goldberg – Guinan (3 episodis)
- John de Lancie – Q (2 episodis)
- Brian Bonsall – Alexander Rozhenko (2 episodis)
- Dwight Schultz - Tt. Reginald Barclay (2 episodis)
- Rosalind Chao – Keiko O'Brien (1 episodi)
- Michelle Forbes – Alferes Ro Laren (1 episodi)
- James Doohan - Capità Montgomery Scott (1 episodi)
- Ken Thorley – Mot (1 episodi)
- Hana Hatae – Molly O'Brien (1 episodi)
- Daniel Davis – James Moriarty (1 episodi)
- Siddig El Fadil – Dr. Julian Bashir (1 episodi)
- Robert O'Reilly – Gowron (1 episodi)

## Doblatge al català
La sèrie va ser doblada al català pels estudis Tramontana (primera part) i Soundtrack (segona part) i emesa a TV3 l’any 1991. Els dobladors de la temporada foren:
| Personatge      | Actor/actriu    | Veu en català            |
| --------------- | --------------- | ------------------------ |
| Jean-Luc Picard | Patrick Stewart | Joan Crosas              |
| William Riker   | Jonathan Frakes | Antoni Forteza           |
| Data            | Brent Spinner   | Joaquim Sota             |
| Geordi La Forge | LeVar Burton    | Aleix Estadella          |
| Worf            | Michael Dorn    | Enric Arquimbau          |
| Gates McFadden  | Beverly Crusher | Aurora Garcia            |
| Deanna Troi     | Marina Sirtis   | Victòria Pagès           |
| Miles O'Brien   | Colm Meaney     | Joan Pera                |
| Guinan          | Whoopi Goldberg | Montserrat Garcia Sagués |
| Ro Laren        | Michelle Forbes | Teresa Manresa           |
| Alyssa Ogawa    | Patty Yasutake  | Maria Josep Guasch       |

## Episodis
| Núm. total | Núm. de la temporada | Títol                                                      | Direcció           | Guió                                                                                     | Data d'emissió original | Codi de prod. | Nielsen rating |
| --- | -------------------- | ---------------------------------------------------------- | ------------------ | ---------------------------------------------------------------------------------------- | ----------------------- | ------------- | -------------- |
| 127 | 1                    | «La sageta del temps, part 2 Time's Arrow, Part II»        | Les Landau         | Història de : Joe Menosky Guió de : Jeri Taylor                                          | 21 de setembre de 1992  | 227           | 13.8           |
| La tripulació de l'Enterprise segueix Data fins a San Francisco de la dècada de 1890. La tripulació tracta amb Samuel Clemens i es topa amb Jack London mentre intenta trobar una manera d'evitar que els extraterrestres interfereixin amb la Terra del segle XIX. Estrella convidada: Jerry Hardin com a Samuel Clemens. |                      |                                                            |                    |                                                                                          |                         |               |                |
| 128 | 2                    | «El regne de la por Realm of Fear»                         | Cliff Bole         | Brannon Braga                                                                            | 28 de setembre de 1992  | 228           | 13.2           |
| Barclay ha de vèncer la seva por al transportador per resoldre un misteri. |                      |                                                            |                    |                                                                                          |                         |               |                |
| 129 | 3                    | «Un home del poble Man of the People»                      | Winrich Kolbe      | Frank Abatemarco                                                                         | 5 d'octubre de 1992     | 229           | 13.2           |
| Un ambaixador psíquic utilitza la ment de Deanna per influir en el resultat de la seva missió, posant en perill la seva vida en el procés. |                      |                                                            |                    |                                                                                          |                         |               |                |
| 130 | 4                    | «Relíquies Relics»                                         | Alexander Singer   | Ronald D. Moore                                                                          | 12 d'octubre de 1992    | 230           | 13.9           |
| L' Enterprise investiga una nau que es va estavellar a la superfície d'una esfera de Dyson fa 75 anys. Es troba un patró a la memòria intermèdia del transportador que resulta ser Montgomery Scott. S'allibera del buffer i més tard accepta tornar a la nau amb Geordi per ajudar a restaurar els logs. Es converteixen en l'única esperança quan el Enterprise és arrossegat accidentalment dins de l'esfera. Estrella convidada: James Doohan com a Montgomery Scott |                      |                                                            |                    |                                                                                          |                         |               |                |
| 131 | 5                    | «Cismes Schisms»                                           | Robert Wiemer      | Història de : Jean Louise Matthias & Ronald Wilkerson Guió de : Brannon Braga            | 19 d'octubre de 1992    | 231           | 13.2           |
| Diversos membres de la tripulació són segrestats i experimentats mentre dormen, inclosos Riker, Worf, La Forge i Data, i es veuen privats de son. |                      |                                                            |                    |                                                                                          |                         |               |                |
| 132 | 6                    | «Q de veritat True Q»                                      | Robert Scheerer    | René Echevarria                                                                          | 26 d'octubre de 1992    | 232           | 13.7           |
| Q revela un secret sobre una dona jove de Kansas que està visitant l' Enterprise. Ella és una Q, i els seus pares també. |                      |                                                            |                    |                                                                                          |                         |               |                |
| 133 | 7                    | «Trapelles Rascals»                                        | Adam Nimoy         | Història de : Ward Botsford & Diana Dru Botsford i Michael Piller Guió de : Allison Hock | 2 de novembre de 1992   | 233           | 13.5           |
| Un mal funcionament del transportador converteix Picard, Keiko, Ro i Guinan en nens que es converteixen en l'única esperança del vaixell quan es deixen a bord mentre la tripulació adulta es veu obligada a realitzar treballs perillosos per a pirates ferengi. |                      |                                                            |                    |                                                                                          |                         |               |                |
| 134 | 8                    | «Un grapat de Dates A Fistful of Datas»                    | Patrick Stewart    | Història de : Robert Hewitt Wolfe Guió de : Robert Hewitt Wolfe i Brannon Braga          | 9 de novembre de 1992   | 234           | 13.4           |
| La ment de Data està connectada a l'ordinador de la nau, la qual cosa crea efectes imprevistos a l'holocoberta. |                      |                                                            |                    |                                                                                          |                         |               |                |
| 135 | 9                    | «Qualitat de vida The Quality of Life»                     | Jonathan Frakes    | Naren Shankar                                                                            | 16 de novembre de 1992  | 235           | 13.2           |
| Data observa que les eines mineres s'han convertit en éssers sensibles i lluiten per la seva preservació. Basat en material de L.J. Scott. |                      |                                                            |                    |                                                                                          |                         |               |                |
| 136 | 10                   | «Cadena de comandament, Part I Chain of Command, Part I»   | Robert Scheerer    | Història de : Frank Abatemarco Guió de : Ronald D. Moore                                 | 14 de desembre de 1992  | 236           | 10.2           |
| Al capità Jellico se li assigna el comandament de l' Enterprise mentre Picard és enviat en una missió encoberta al territori cardassià. Estrella convidada: Ronny Cox com Edward Jellico. |                      |                                                            |                    |                                                                                          |                         |               |                |
| 137 | 11                   | «Cadena de comandament, Part II Chain of Command, Part II» | Les Landau         | Frank Abatemarco                                                                         | 21 de desembre de 1992  | 237           | 12.9           |
| Picard, després d'haver estat capturat, és torturat per un sàdic interrogador cardassià (interpretat per David Warner). |                      |                                                            |                    |                                                                                          |                         |               |                |
| 138 | 12                   | «Una nau en una ampolla Ship in a Bottle»                  | Alexander Singer   | René Echevarria                                                                          | 25 de gener de 1993     | 238           | 11.3           |
| Barclay desperta accidentalment el Professor Moriarty a l'holocoberta i utilitza els poders a la seva disposició per obligar a la tripulació a trobar una manera de permetre-li sortir de l'holocoberta. Estrella convidada: Daniel Davis com el professor Moriarty. |                      |                                                            |                    |                                                                                          |                         |               |                |
| 139 | 13                   | «Aquiel»                                                   | Cliff Bole         | Història de : Jeri Taylor Guió de : Brannon Braga & Ronald D. Moore                      | 1 de febrer de 1993     | 239           | 14.1           |
| Geordi s'enamora d'un oficial alienígena de la Flota Estel·lar que és sospitosa d'assassinat. Estrella convidada Renée Jones com Aquiel Uhnari. |                      |                                                            |                    |                                                                                          |                         |               |                |
| 140 | 14                   | «La cara de l'enemic Face of the Enemy»                    | Gabrielle Beaumont | Història de : René Echevarria Guió de : Naren Shankar                                    | 8 de febrer de 1993     | 240           | 13.1           |
| Deanna és reclutada involuntàriament per ajudar en el transport de desertors romulans a través de la frontera. |                      |                                                            |                    |                                                                                          |                         |               |                |
| 141 | 15                   | «Mosaic Tapestry»                                          | Les Landau         | Ronald D. Moore                                                                          | 15 de febrer de 1993    | 241           | 13.8           |
| Un accident mata Picard. Troba una altra vida amb Q analitzant les seves eleccions passades. |                      |                                                            |                    |                                                                                          |                         |               |                |
| 142 | 16                   | «Drets de naixement, part I Birthright, Part I»            | Winrich Kolbe      | Brannon Braga                                                                            | 22 de febrer de 1993    | 242           | 13.2           |
| A Worf se li diu a Deep Space Nine que el seu pare és viu i que està presoner pels romulans. Mentrestant, un experiment d'enginyeria provoca accidentalment el primer somni de Data. Estrella convidada: James Cromwell com a Jaglom Shrek. |                      |                                                            |                    |                                                                                          |                         |               |                |
| 143 | 17                   | «Drets de naixement, part II Birthright, Part II»          | Dan Curry          | René Echevarria                                                                          | 1 de març de 1993       | 243           | 13.4           |
| Worf, ara presoner, intenta ensenyar als refugiats klíngons els camins del guerrer. |                      |                                                            |                    |                                                                                          |                         |               |                |
| 144 | 18                   | «Una nau minada Starship Mine»                             | Cliff Bole         | Morgan Gendel                                                                            | 29 de març de 1993      | 244           | 13.0           |
| Els lladres intenten robar triliti de l' Enterprise durant una escombrada de Baryon al Remmler Array i només Picard ho pot frustrar. |                      |                                                            |                    |                                                                                          |                         |               |                |
| 145 | 19                   | «Lliçons Lessons»                                          | Robert Wiemer      | Ronald Wilkerson & Jean Louise Matthias                                                  | 5 d'abril de 1993       | 245           | 12.2           |
| Picard s'involucra amb una dona que serveix a l' Enterprise però l'ha d'enviar a una missió perillosa. |                      |                                                            |                    |                                                                                          |                         |               |                |
| 146 | 20                   | «La recerca The Chase»                                     | Jonathan Frakes    | Història de : Ronald D. Moore & Joe Menosky Guió de : Joe Menosky                        | 26 d'abril de 1993      | 246           | 11.2           |
| Picard intenta resoldre un antic misteri genètic descobert pel seu mentor arqueològic i s'enfronta a una dura competència. Estrella convidada: Norman Lloyd com a Richard Galen. |                      |                                                            |                    |                                                                                          |                         |               |                |
| 147 | 21                   | «Estat d'ànim Frame of Mind»                               | James L. Conway    | Brannon Braga                                                                            | 3 de maig de 1993       | 247           | 11.4           |
| Riker es troba presoner en una institució mental alienígena que s'assembla a escenes de l'obra de Crusher. |                      |                                                            |                    |                                                                                          |                         |               |                |
| 148 | 22                   | «Sospites Suspicions»                                      | Cliff Bole         | Joe Menosky & Naren Shankar                                                              | 10 de maig de 1993      | 248           | 11.3           |
| La Dra. Crusher arrisca la seva carrera per resoldre l'assassinat del científic Ferengi Dr. Reyga i reivindicar la seva investigació. |                      |                                                            |                    |                                                                                          |                         |               |                |
| 149 | 23                   | «El successor Rightful Heir»                               | Winrich Kolbe      | Història de : James E. Brooks Guió de : Ronald D. Moore                                  | 17 de maig de 1993      | 249           | 10.6           |
| Worf experimenta una crisi de fe i viatja a un lloc sagrat klíngon on la figura mítica Kahless torna per dirigir els Klíngons. |                      |                                                            |                    |                                                                                          |                         |               |                |
| 150 | 24                   | «Una altra oportunitat Second Chances»                     | LeVar Burton       | Història de : Michael A. Medlock Guió de : René Echevarria                               | 24 de maig de 1993      | 250           | 9.7            |
| Riker es troba amb un duplicat de si mateix, Thomas Riker, creat per un mal funcionament del transportador. Thomas competeix pels afectes de Deanna. |                      |                                                            |                    |                                                                                          |                         |               |                |
| 151 | 25                   | «Fuita de temps Timescape»                                 | Adam Nimoy         | Brannon Braga                                                                            | 14 de juny de 1993      | 251           | 11.6           |
| L' Enterprise està atrapat en una estanca temporal i a la vora de la destrucció per un Ocell de Guerra romulà. |                      |                                                            |                    |                                                                                          |                         |               |                |
| 152 | 26                   | «Atac, part 1 Descent, Part I»                             | Alexander Singer   | Història de : Jeri Taylor Guió de : Ronald D. Moore                                      | 21 de juny de 1993      | 252           | 11.7           |
| La tripulació es troba amb un grup de Borg que actuen individualment i Data experimenta breument emocions. El professor Stephen Hawking fa una aparició com a convidat. |                      |                                                            |                    |                                                                                          |                         |               |                |

## Recepció
El 2019, CBR va classificar la temporada 6 de Star Trek: La nova generació com la cinquena millor temporada de totes les temporades de Star Trek fins aleshores.